# Willem De Schryver
Willem De Schryver (2001) is een Vlaamse televisie- en filmacteur. Hij studeerde aan het Lemmensinstituut te Leuven, waarna hij vervolgens studeerde aan de Koninklijke Academie voor Schone Kunsten van Gent .  Hij werd bekend bij het grote publiek door zijn rol als Alexander Vandael in de fictiereeks Knokke Off.